# Casinycteris argynnis
Casinycteris argynnis — вид рукокрилих, родини Криланових.

## Поширення та екологія
Цей вид поширений в Центральній Африці (Камерун, Центрально-Африканська Республіка, Демократична Республіка Конго, Екваторіальна Гвінея). Населяє низинні вологі тропічні ліси, болотні ліси, мозаїку з цих двох місць проживання, і мозаїку з болотного лісу і вторинних луків і пасовищ. Солітарний. Самиця народжує одне дитинча.

## Морфологія
Морфометрія. Довжина голови й тіла: 90—95 мм, видимого хвіст рудиментарний, довжина передпліччя: 50—63 мм.
Опис. Шерсть світло-коричневого кольору, але морда, повіки, вуха, крила, як кажуть, жовтуваті або яскраво-помаранчеві. Пучки білого волосся знаходяться в основі вух і довгаста біла пляма є між очима.

## Загрози та охорона
Може виявитися під загрозою вирубки лісу. Цілком можливо, що цей вид їсть плоди культивованих дерев, і, отже, може переслідуватись як шкідник сільськогосподарських культур. Як видається, немає ніяких прямих заходів щодо збереження на місці, і не відомо, чи вид присутній в будь-яких природоохоронних територіях.